# Гетти, Изабель
 Изабель Гетти (англ. Isabel Getty; род. 11 ноября 1993) — американская певица, визуальный художник, наследница и светская львица. Она является солисткой лондонской рок-группы Jean Marlow.

## Ранняя жизнь и семья
Родилась 11 ноября 1993 года. Изабель Гетти — дочь Кристофера Рональда Гетти и Пии Кристины Миллер. Она является членом семьи Гетти и праправнучкой по отцовской линии Жана Пола Гетти (1892—1976), основателя Getty Oil. Её дед по материнской линии, Роберт Уоррен Миллер (род. 1933), является соучредителем DFS Group. Она — племянница по материнской линии Александры фон Фюрстенберг и Мари-Шанталь, кронпринцессы Греции. Она выросла в Верхнем Ист-Сайде, в Нью-Йорке и Лондоне.

## Образование
Изабель Гетти посещала Гарродскую школу в Лондоне, прежде чем поступить в институт-интернат Le Rosey в Роле, Швейцария. После окончания средней школы она поступила в Tisch School of the Arts’s Clive Davis Institute of Recorded Music при Нью-Йоркском университете, закончив в 2016 году.

## Карьера
В апреле 2016 года Изабель Гетти появилась вместе с двумя своими двоюродными сестрами, принцессой Марией-Олимпией Греческой и Датской и принцессой Талитой фон Фюрстенберг, в американском журнале Vanity Fair, посвященном их матерям.
После окончания Нью-Йоркского университета в 2016 году Изабель Гетти переехала в Лондон, где работала над EP Spin, который позже был выпущен ее рок-группой Jean Marlow. В 2017 году Jean Marlow впервые гастролировала по Европе и Соединенным Штатам.
Гетти дебютировала на выставке Faramacy в Лондоне летом 2017 года. Она также разработала обложку альбома для своей группы. Она работает ассистентом британского современного художника Марка Куинна.
Она работала моделью в редакционных статьях и ходила по подиуму для Dolce & Gabbana. Изабель была представлена в кампании солнцезащитных очков Dolce & Gabbana #DGCAPRI и участвовала в их показе на Неделе моды 2017 года. В августе 2017 года она появилась на обложке журнала Vogue Japan.